# IPKO
Ipko Telecommunications LLC – przedsiębiorstwo telekomunikacyjne funkcjonujące w Kosowie. Zostało założone w 1999 roku.